# Anthicus cribratus
Anthicus cribratus är en skalbaggsart som beskrevs av Leconte 1851. Anthicus cribratus ingår i släktet Anthicus och familjen kvickbaggar. Inga underarter finns listade i Catalogue of Life.